# Doris Dörrie
Doris Dörrie (Hannover, 26 de mayo de 1955) es una directora de cine, productora y escritora alemana. 

## Biografía
Al terminar el colegio en Hannover en 1973, viaja a Estados Unidos para estudiar interpretación, psicología y filosofía en la University of the Pacific en Stockton, California y en la New School for Social Research de Nueva York. Para costear sus estudios, Dörrie trabaja de camarera en diferentes cafés y como presentadora de películas en el Instituto Goethe de Nueva York. En 1975 regresa a Alemania para estudiar en la HFF: Hochschule für Fernsehen und Film München (UFF- Universidad de Televisión y Cine de Múnich). Su trabajo de fin de carrera, Der erste Walzer  16mm (1978) fue muy bien recibido en festivales como el de Hof y en el de Cine Nórdico de Lübeck. Entre 1978 y 1981 colabora en distintos canales de televisión, rueda pequeños documentales y escribe críticas cinematográficas para el Süddeutsche Zeitung donde llegó a ser redactora adjunta.
Su especial mirada sobre los conflictos hombre-mujer y su reflexión sobre el yo, se dejan ver desde sus primeros films. El éxito comercial le llega con su tercer largometraje en 1985: Hombres, hombres. Esta reflexiva comedia tuvo más de 5 millones de espectadores en Alemania y 6 millones alrededor del mundo. En 1989 funda junto a Gerd Huber, Renate Seefeld, Thomas Müller y Helge Weindler, la Cobra Filmproduktions GmbH (sociedad de producción cinematográfica). Con Cobra producirá sus películas posteriores. Se casa con Weindler –camarógrafo- y tienen una hija, Carla. Lamentablemente Weindler muere a causa de un cáncer durante el rodaje de ¿Soy linda?  en España en marzo de 1996. Su temática de las relaciones hombre-mujer se afianza a lo largo de su carrera, y cobra esplendor en películas como  Hombres, Hombres…, Nadie me quiere,  la mencionada ¿Soy linda?, Desnudos o Cerezos en flor. En esta última, junto a otras como  Sabiduría garantizada se deja clara la influencia de la cultura japonesa que ha recibido en los últimos años.
Muchos de sus films se basan en sus propios guiones, que a su vez son adaptaciones de sus libros. Tiene publicados varios libros de cuentos, novelas cortas y libros infantiles. Su traducción al castellano es escasa. Su libro Das blaue Kleid (2002) estuvo varias semanas entre los más vendidos de Alemania y le valió el “Deutscher Buchpreis” (premio al mejor libro alemán otorgado por la Federación Alemana del Comercio del libro).
Después de la muerte de su esposo en 1996, vuelve a la HFF de Múnich como profesora de dramaturgia y guion. De aquí en más alternará su trabajo de directora con la docencia. En 2001 incursiona en el teatro, dirigiendo en la Opera de Berlín Così fan tutte de Mozart en colaboración con Daniel Barenboim. A esta le siguieron en 2003 Turandot con Kent Nagano, en 2005 Madame Butterfly con David Stahl y Rigoletto con Zubin Mehta (su original adaptación sitúa la acción en  El planeta de los simios ), y en 2006 con la Orquesta del Mozarteum de Salzburgo y la dirección de Ivor Bolton, La finta giardiniera (esta vez la adaptación sitúa la acción en un vivero, con una planta carnívora que evoca al film La tiendita del horror).
Dörrie es la única directora alemana que ha dirigido largometrajes de éxito, durante los últimos 40 años de forma ininterrumpida.

## Filmografía (selección)
- 1978 Der erste Walzer

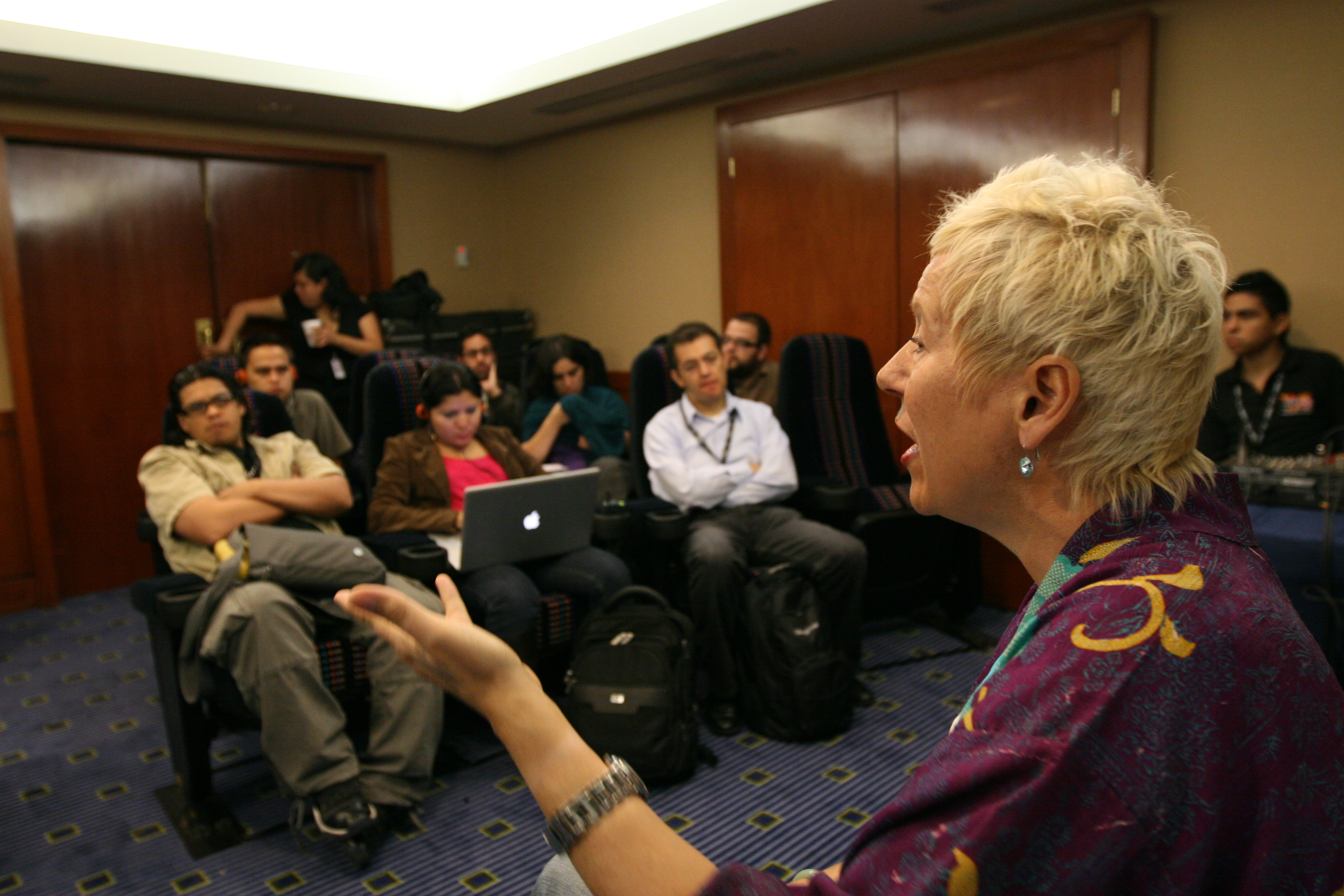
Doris Dörrie

- 1978 Hättest was Gescheites gelernt  (TV)

- 1978 Max & Sandy (TV)

- 1979 Paula aus Portugal

- 1980 Katharina Eiseit  (TV, para niños)

- 1980 Von Romantik keine Spur  (TV)

- 1982 Dazwischen  (TV)

- 1983 Mitten ins Herz (Directo al corazón)

- 1985 Männer (Hombres, hombres)

- 1985 Im Innern des Wals

- 1986 Paradies  (Paraíso)

- 1988 Ich und Er (Yo y él)

- 1989 Geld  (Dinero)

- 1989 Love in Germany

- 1992 Happy Birthday, Türke!  (¡Feliz cumpleaños, Turco!)

- 1993 Was darf’s denn sein?  (TV)

- 1995 Keiner liebt mich (Nadie me quiere)

- 1998 Bin ich schön?  (¿Soy linda?)

- 2000 Erleuchtung garantiert (Sabiduría garantizada o Iluminación garantizada)

- 2002 Nackt (Desnudos)

- 2004 Ein seltsames Paar  (TV)

- 2005 Der Fischer und seine Frau  (El pescador y su mujer)

- 2007 How to Cook Your Life (Cómo cocinar tu vida)

- 2008 Kirschblüten – Hanami  (Flores de cerezo o Cerezos en flor)

- 2009 Die Friseuse (La peluquera)

- 2012 Glück
- 2014 Alles inklusive
- 2014 Qué caramba es la vida
- 2016 Grüße aus Fukushima (Fukushima mon amour)

## Premios (selección)
| Año  | Festival                                   | Obra                    | Categoría                                         | Resultado |
| ---- | ------------------------------------------ | ----------------------- | ------------------------------------------------- | --------- |
| 2008 | German Film Awards LOLA                    | Kirschblüten - Hanami   | Mejor director                                    | Nominada  |
| 2008 | German Film Awards LOLA                    | Kirschblüten - Hanami   | Mejor guion                                       | Nominada  |
| 2008 | Festival de Seattle SIFF                   | Kirschblüten - Hanami   | Aguja de oro, mejor película                      | Ganadora  |
| 2008 | Semana Internacional de Cine de Valladolid | Kirschblüten - Hanami   | Espiga de oro, mejor película                     | Nominada  |
| 2006 | Festival de Berlín                         | Kirschblüten - Hanami   | Oso de oro, mejor película                        | Nominada  |
| 2003 | Deutscher Buchpreis                        | Novela: Das blaue Kleid | Mejor libro alemán                                | Ganadora  |
| 2002 | Festival de cine de Venecia                | Nackt                   | León de oro, mejor película                       | Nominada  |
| 2000 | Condecoración máxima del Estado de Baviera | Doris Dörrie            | Bayerischer Verdienstorden                        | Ganadora  |
| 1999 | Premios de cine de Baviera                 | ¿Bin ich schön?         | Mejor guion                                       | Ganadora  |
| 1999 | DIVA, Premios al entretenimiento alemán    | Doris Dörrie            | Entretenimiento                                   | Ganadora  |
| 1987 | Guild of German Art House Cinemas          | Männer...               | Guild film Award – Silver, Mejor Película Alemana | Ganadora  |
| 1986 | German Film Awards LOLA                    | Männer...               | Mejor guion                                       | Ganadora  |
| 1986 | Hof International Film Festival            | Doris Dörrie            | Reconocimiento de la ciudad de Hof                | Ganadora  |
| 1984 | Festival Max Ophüls                        | Mitten ins Herz (TV)    | Premio de la audiencia                            | Ganadora  |
| 1984 | Festival Max Ophüls                        | Mitten ins Herz (TV)    | Premio Promocional                                | Ganadora  |
| 1984 | Festival Max Ophüls                        | Mitten ins Herz (TV)    | Premio Max Ophüls                                 | Nominada  |

## Libros
- 1987 Liebe, Schmerz und das ganze verdammte Zeug (historias de película) El amor, el dolor y todas esas malditas cosas, o también titulado: Hombres, Hombres…
- 1989 Was wollen Sie von mir?  (Cuento) ¿Qué quiere usted de mí?
- 1991 Der Mann meiner Träume (Cuento) El hombre de mis sueños
- 1991 Für immer und ewig. Eine Art Reigen (Cuento) Para siempre jamás,
- 1992 Love in Germany - Deutsche Paare im Gespräch mit Doris Dörrie
- 1994 Bin ich schön? (cuentos, relatos) ¿Soy guapa?
- 1996 Samsara (Cuento)
- 2000 Was machen wir jetzt?  (Novela) ¿Y ahora qué hacemos?
- 2001 Happy. Ein Drama- Desnudos: un drama
- 2002 Das blaue Kleid (Novela) El vestido azul
- 2002 Mimi- Libro para niños
- 2004 Mimi ist sauer- Libro para niños
- 2006 Mimi entdeckt die Welt - Libro para niños
- 2006 Mimi und Mozart - Libro para niños
- 2007 Und was wird aus mir?  (Novela) ¿Y de mí, qué?
- 2009: Lotte langweilt sich (infantil, junto a Julia Kaergel)
- 2009: Martin (infantil, junto a Jacky Gleich)
- 2011: Alles inklusive (novela)
- 2015: Diebe und Vampire (novela) ISBN 978-3-257-06918-1